# Michel Preud'homme
Michel Georges Jean Ghislain Preud'homme (Ougrée, 24 januari 1959) is een Belgisch voormalig profvoetballer, voetbaltrainer en voetbalbestuurder. Hij speelde als doelman voor Standard Luik, SL Benfica en KV Mechelen, waarmee hij in 1988 de Europacup II won. Tussen 1979 en 1996 speelde Preud'homme 58 interlands voor het Belgisch voetbalelftal. Hij nam deel aan het EK 1980,  het WK 1990 en het WK 1994, waar hij de Yashin Award voor beste doelman van het toernooi won. Als trainer werd hij met Standard Luik en Club Brugge Belgisch kampioen, en met Al-Shabab kampioen in Saudi-Arabië.

## Loopbaan als speler

### Standard Luik
Preud'homme werd geboren in Ougrée, nabij Luik. Hij sloot zich op 10-jarige leeftijd aan bij Standard Luik. In 1976 maakte de 17-jarige doelman de overstap naar het eerste elftal. Het was toenmalig coach Robert Waseige die hem in de A-kern opnam. Aanvankelijk was Preud'homme de doublure van clubicoon Christian Piot. In het seizoen 1977/78 nam hij de fakkel over van de 30-jarige Piot.
Met spelers als Preud'homme, Eric Gerets, Guy Vandersmissen, Simon Tahamata, Jos Daerden en Arie Haan groeide Standard begin jaren 80 uit tot een van de beste teams uit de Belgische competitie. Onder trainer Raymond Goethals veroverden de Rouches in zowel 1982 als 1983 de landstitel. In 1982 bereikte Standard ook de finale van de Europacup II, waarin het verloor van FC Barcelona.

#### Bellemansaffaire
In 1984 legde Guy Bellemans tijdens een onderzoek naar zwart geld in het Belgisch voetbal een omkopingszaak bloot. De onderzoeksrechter ontdekte dat Standard op de laatste en beslissende speeldag van het seizoen 1981/82 de spelers van Waterschei had omgekocht. Goethals had zijn spelers aangespoord om hun premies af te staan aan het team van Waterschei. Hoewel Standard de landstitel van 1983 waarschijnlijk ook zonder omkoping had gewonnen (Waterschei was immers maar een middenmoter), blijft het een smet op het palmares van de club.
De Bellemansaffaire had als gevolg dat heel wat spelers van Standard geschorst werden. De meesten onder hen trokken naar buitenlandse competities, maar Preud'homme bleef in Luik. In zijn afwezigheid groeide streekgenoot Gilbert Bodart uit tot de nummer 1 van Standard. Preud'homme speelde zijn plaats kwijt en zag hoe Bodart midden jaren 80 twee keer op rij verkozen werd als Keeper van het Jaar.

### KV Mechelen
In 1986 haalde voorzitter John Cordier Preud'homme, Lei Clijsters, Wim Hofkens, Geert Deferm, Paul De Mesmaeker en Alain De Nil naar KV Mechelen. Onder leiding van trainer Aad de Mos veroverde het team in 1987 de beker. Het was voor Mechelen de eerste trofee in bijna 40 jaar. Een jaar later bereikten De Mos en zijn elftal de finale van de Europacup II. Tegenstander Ajax, de ex-club van De Mos én titelhouder, werd op voorhand uitgeroepen als favoriet, maar verloor uiteindelijk met 1-0. Mede dankzij Preud'homme, want vlak voor affluiten, bij een 1-0 stand, sloeg hij een schot van John Bosman uit de bovenhoek. Mechelen was in enkele jaren uitgegroeid tot een Belgische en zelfs Europese topper. In 1989 won KV Mechelen ook de landstitel en de Europese Supercup.
Preud'homme had een groot aandeel in het succes van Mechelen. De doelman met lange, zwarte krullen mocht in zowel in 1987 als 1989 de Gouden Schoen in ontvangst nemen. Hij werd de vijfde doelman op de erelijst van de prestigieuze voetbalprijs. Bovendien werd hij ook vier keer op rij uitgeroepen tot Keeper van het Jaar. Hij is tot op heden samen met zijn vroegere concurrent Bodart recordhouder van de prijs.
Na het Europees succes van KV Mechelen vertrokken enkele sterkhouders naar het buitenland of naar rechtstreekse concurrent RSC Anderlecht. Preud'homme bleef Malinwa trouw en speelde begin jaren 90 nog twee bekerfinales. Prijzen won Mechelen niet meer. In 1994 vertrok ook Preud'homme, op dat ogenblik wereldkeeper van het jaar, naar het buitenland.

### SL Benfica
De 35-jarige Preud'homme trok naar de Portugese topclub Benfica. In die dagen werd de Portugese competitie volledig gedomineerd door FC Porto. Preud'homme veroverde met Benfica nooit een landstitel. In mei 1996 won hij wel de beker. In 1999 zette de toen 40-jarige doelman een punt achter zijn loopbaan en trok Benfica Robert Enke aan als zijn opvolger.

### Statistieken
| Seizoen | Club          | Land              | Competitie    | Competitie | Competitie |
| Seizoen | Club          | Land              | Competitie    | Wed.       | Dlp.       |
| ------- | ------------- | ----------------- | ------------- | ---------- | ---------- |
| 1976/77 | Standard Luik | Vlag van België   | Eerste klasse | 0          | 0          |
| 1977/78 | Standard Luik | Vlag van België   | Eerste klasse | 32         | 0          |
| 1979/80 | Standard Luik | Vlag van België   | Eerste klasse | 34         | 0          |
| 1980/81 | Standard Luik | Vlag van België   | Eerste klasse | 34         | 0          |
| 1981/82 | Standard Luik | Vlag van België   | Eerste klasse | 34         | 0          |
| 1982/83 | Standard Luik | Vlag van België   | Eerste klasse | 33         | 0          |
| 1983/84 | Standard Luik | Vlag van België   | Eerste klasse | 27         | 0          |
| 1984/85 | Standard Luik | Vlag van België   | Eerste klasse | 5          | 0          |
| 1985/86 | Standard Luik | Vlag van België   | Eerste klasse | 7          | 0          |
| 1986/87 | KV Mechelen   | Vlag van België   | Eerste klasse | 34         | 0          |
| 1987/88 | KV Mechelen   | Vlag van België   | Eerste klasse | 30         | 0          |
| 1988/89 | KV Mechelen   | Vlag van België   | Eerste klasse | 34         | 1          |
| 1989/90 | KV Mechelen   | Vlag van België   | Eerste klasse | 34         | 0          |
| 1990/91 | KV Mechelen   | Vlag van België   | Eerste klasse | 34         | 0          |
| 1991/92 | KV Mechelen   | Vlag van België   | Eerste klasse | 34         | 0          |
| 1992/93 | KV Mechelen   | Vlag van België   | Eerste klasse | 33         | 0          |
| 1993/94 | KV Mechelen   | Vlag van België   | Eerste klasse | 30         | 0          |
| 1994/95 | Benfica       | Vlag van Portugal | Liga NOS      | 31         | 0          |
| 1995/96 | Benfica       | Vlag van Portugal | Liga NOS      | 33         | 0          |
| 1996/97 | Benfica       | Vlag van Portugal | Liga NOS      | 34         | 0          |
| 1997/98 | Benfica       | Vlag van Portugal | Liga NOS      | 28         | 0          |
| 1998/99 | Benfica       | Vlag van Portugal | Liga NOS      | 21         | 0          |
| Totaal  | Totaal        | Totaal            | Totaal        | 616        | 1          |

## Nationale ploeg
Michel Preud'homme maakte op 2 mei 1979 zijn debuut voor de Rode Duivels. Hij stond toen 90 minuten onder de lat in de EK-kwalificatiewedstrijd tegen Oostenrijk. De partij eindigde op 0-0. Een grote doorbraak bij de nationale ploeg betekende de interland niet. Preud'homme werd onder Guy Thys in eerste instantie derde doelman, na Jean-Marie Pfaff en Theo Custers.
Preud'homme nam als derde doelman deel aan het EK 1980 in Italië. België werd op het toernooi pas in de finale uitgeschakeld door West-Duitsland. Op het WK 1982 was Preud'homme niet van de partij. De bondscoach gaf toen de voorkeur aan Jacky Munaron als derde doelman.
Wegens de Bellemansaffaire miste Preud'homme ook het EK 1984 in Frankrijk. Twee jaar later mocht hij van Guy Thys ook niet deelnemen aan het WK in Mexico. Gilbert Bodart mocht toen als derde doelman mee.
Door zijn uitstekende prestaties bij KV Mechelen werd Preud'homme na het vertrek van Pfaff de nummer 1 bij de Rode Duivels. Op het WK 1990 hoopten de Belgen even goed te doen als op het vorige wereldkampioenschap. De Belgen vlogen er uiteindelijk in de tweede ronde uit, na een 0-1 nederlaag tegen Engeland. David Platt verschalkte Preud'homme toen in de laatste minuut van de tweede verlenging met een gekruist vluchtschot.
De Rode Duivels konden zich niet kwalificeren voor het EK en dus duurde het vier jaar alvorens Preud'homme nog eens kon deelnemen aan een groot toernooi. Op het WK 1994 in de Verenigde Staten overleefden de Belgen de groepsfase na onder meer winst tegen Nederland. Vooral Preud'homme blonk uit in de wedstrijd tegen Oranje. Hij hield zijn netten schoon en bezorgde België zo een 1-0 zege. Zelf zegt hij dat het de beste match is die hij ooit speelde, samen met een wedstrijd voor KV Mechelen tegen Cercle in de Belgische competitie.  In de volgende ronde werd België na een tumultueuze wedstrijd uitgeschakeld door Duitsland. België kreeg geen strafschop van scheidsrechter Kurt Röthlisberger en verloor met 3-2.
Tijdens de kwalificaties voor het EK in 1996 in Engeland stond Preud'Homme nog steeds in het doel van het Belgische nationale elftal, maar de Rode Duivels speelden een slechte campagne. Na een zware 1-4 nederlaag thuis tegen Spanje in 1995, kondigde Preud'Homme aan om niet meer voor de nationale ploeg te spelen. Hij werd opgevolgd door afwisselend Gilbert Bodart en Filip De Wilde. Na de mislukte kwalificatie, zou ook Paul Van Himst ontslagen worden als trainer.

## Loopbaan als trainer

### Benfica
Ook na zijn afscheid als speler bleef Michel Preud'homme in dienst werken van Benfica. De gewezen doelman werd technisch directeur bij de Portugese club. De voorzitter van Benfica zocht een vervanger voor trainer Jupp Heynckes. Preud'homme stelde als kandidaat de toen nog onbekende José Mourinho voor. Hij had Mourinho leren kennen bij een bezoek aan FC Barcelona, waar hij toen als tolk aan de slag was. De voorzitter ging akkoord en in september 2000 volgde Mourinho de ontslagen Heynckes op.

### Standard Luik
In januari 2001 werd Preud'homme hoofdcoach van zijn ex-club Standard. Hij volgde Tomislav Ivić op en kreeg zo spelers als Vedran Runje, Ole Martin Årst, Didier Ernst, Robert Prosinečki, Ivica Dragutinović, Ivica Mornar en Daniel Van Buyten onder zijn hoede. Standard sloot het seizoen af als derde, na Anderlecht en Club Brugge. Een jaar later zakten de Rouches twee plaatsen. Na het seizoen 2001/02 werd Preud'homme benoemd als technisch directeur. Hij werd betrokken bij het transferbeleid van de club. Zo haalde hij in 2006 Milan Jovanović naar Luik. In die periode werd Preud'homme ook voorzitter van de technische commissie van de KBVB.
Na de laatste speeldag van het seizoen 2005/06 bekogelden de supporters van Standard hun trainer Dominique D'Onofrio met graszoden. De club stelde vervolgens Johan Boskamp aan als coach voor het volgende seizoen, maar ook hij kreeg geen lijn in het jong elftal van Standard. Na enkele weken werd hij aan de deur gezet en Preud'homme nam zijn functie over. Antoine Vanhove nam zijn rol als voorzitter van de technische commissie van de KBVB over. Ondanks een slechte seizoensstart werden de Rouches nog derde in de competitie. Een jaar later stond er geen maat op Standard. Met spelers als Steven Defour, Axel Witsel, Dieumerci Mbokani, Oguchi Onyewu en Milan Jovanović werd het voor het eerst sinds 1983 nog eens kampioen. Preud'homme werd dan ook uitgeroepen tot Trainer van het Jaar.

### KAA Gent

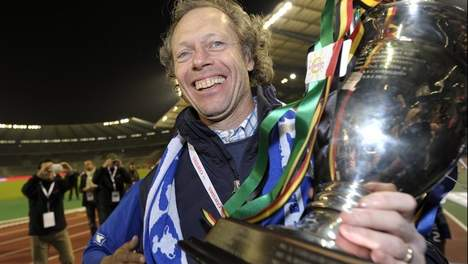
Preud'homme met de beker bij KAA Gent.

Ondanks zijn historische prestatie bij Standard stapte Preud'homme op bij de Rouches. De club wilde zijn contract slechts met één jaar verlengen, hetgeen hij geen blijk van respect vond. Wat later tekende hij dan een contract voor drie seizoenen bij KAA Gent.
Preud'homme liet zich als trainer snel opmerken door zijn temperament. Zo ging hij bijvoorbeeld regelmatig in de clinch met scheidsrechters. In 2010 werd hij met de Buffalo's vicekampioen en bekerwinnaar. Het was de eerste bekerwinst van KAA Gent sinds 1984.

### FC Twente
In de zomer van 2010 vertrok Preud'homme, ondanks de interesse van AC Milan, FC Porto en Al Shabab, naar FC Twente, waar hij de Brit Steve McClaren opvolgde. McClaren had net de landstitel veroverd en had 14 spelers zien vertrekken. Preud'homme stond dus, volgens velen, voor een moeilijke opdracht. De gewezen doelman nam gewezen ploegmaat Jos Daerden mee als zijn assistent. Hij tekende een contract voor drie jaar.
Preud'homme liet zich ook in Nederland opmerken door zijn temperamentvolle uitspattingen, reden voor journalist Johan Derksen om hem te omschrijven als dorpsidioot. Hij veroverde met Twente de beker en de Johan Cruijff Schaal. Op de laatste speeldag verloor Twente van Ajax, waardoor de Amsterdammers kampioen werden. Op 18 mei 2011 mocht Preud'homme de Rinus Michels Award in ontvangst nemen. Nog geen maand later verraste hij de club door aan te kondigen dat hij zijn contract wilde inleveren, om te gaan werken in Saoedi-Arabië. Op 13 juni 2011 maakten beide partijen bekend uit elkaar te gaan. De Saoedische club Al-Shabab betaalde FC Twente ongeveer 1,2 miljoen euro, om Preud'hommes contract af te kopen. Bij zijn vertrek had voorzitter Joop Munsterman lovende woorden voor Preud'homme en diens prestaties bij de club.
Hij werd in Enschede opgevolgd door Co Adriaanse.

### Al Shabab
In 2011 tekende Michel Preud'homme een contract voor drie seizoenen bij het Saoedi-Arabische Al Shabab. Tijdens de winterstop van het seizoen 2011/12 probeerde hij de spitsen Meme Tchité en Tom De Sutter naar Saoedi-Arabië te halen, maar tevergeefs. Op 14 april 2012 veroverde hij met Al Shabab de zesde landstitel uit de geschiedenis van de club. Enkele maanden later werd hij in Saoedi-Arabië uitgeroepen tot trainer van het jaar. In september 2013 werd het contract met Al Shabab in onderling overleg beëindigd.

### Club Brugge
In september 2013 werd Preud'homme de hoofdtrainer van Club Brugge. In 2014 werd het contract van Preud'homme opengebroken en verlengd tot 2017. In 2015 won hij met Club Brugge de beker van België, de laatste bekerwinst van Club Brugge dateerde al van 2007. Zijn grootste triomf bij Club tot dan toe haalde Preud'homme op 15 mei 2016: dag op dag elf jaar na de laatste keer dat Club Brugge de Belgische titel won, werd het onder Preud'homme opnieuw kampioen met een klinkende 4-0 overwinning tegen aartsrivaal Anderlecht. Op 22 mei 2017 kondigde hij zijn afscheid aan bij Club Brugge, hij verklaarde dat hij toe was aan wat rust na 40 onafgebroken jaren op het hoogste niveau.

### Standard Luik
Op 23 mei 2018 werd bekendgemaakt dat Preud'homme opnieuw bij Standard Luik aan de slag zou gaan. Hij kreeg bij de club de functie van ondervoorzitter, technisch directeur en hoofdcoach. Preud'homme volgde er Ricardo Sá Pinto op, die met Standard de beker veroverde en vicekampioen werd. Twee jaar nadat hij terug was gegaan naar Standard maakte Preud'homme op 8 juni 2020 bekend dat hij stopte als trainer en sportief directeur. Hij ging wel verder als vicevoorzitter van Standard. Een klein jaar later stopte hij ook hiermee.
In 2023 polste de Belgische voetbalbond bij Preud'homme om bondstrainer of technisch directeur te worden. Hij bedankte voor beide jobs en verklaarde liever niet meer terug te keren in de voetbalwereld omdat het te veel van hem mentaal en fysiek vergt om het nog aan 100 procent te kunnen doen.

## Palmares
Als speler
 Standard Luik
- Eerste klasse: 1981/82, 1982/83
- Beker van België: 1980/81
- Belgische Supercup: 1981, 1983
- Intertoto Cup (groepswinnaar): 1980, 1982, 1984

 KV Mechelen
- European Cup Winners' Cup: 1987/88
- Europese Supercup: 1988
- Eerste klasse: 1988/89
- Beker van België: 1986/87
- Trofee Jules Pappaert: 1990

 SL Benfica
- Taça de Portugal: 1995/96

Als trainer
 Standard Luik
- Eerste klasse: 2007/08

 KAA Gent
- Beker van België: 2009/10

 FC Twente
- KNVB beker: 2010/11
- Johan Cruijff Schaal: 2010

 Al-Shabab
- Saudi Premier League: 2011/12

 Club Brugge
- Eerste klasse: 2015/16
- Beker van België: 2014/15
- Belgische Supercup: 2016

Individueel als trainer
- Belgisch trainer van het jaar: 2008, 2015, 2016
- Rinus Michels Award: 2011
- Saoedisch trainer van het jaar: 2012
- Guy Thys Award: 2012
- Trofee Raymond Goethals: 2016